# Globo On
Globo On é uma emissora de televisão a cabo pertencente ao Grupo Globo, que transmite sua programação para Angola e Moçambique. É uma das vertentes da TV Globo Internacional, que também possui a TV Globo África, e que transmite apenas novelas e seriados da TV Globo.

## História
Lançada em 1.º de julho de 2015, o canal retransmite as antigas produções dramatúrgicas da TV Globo. A estreia da Globo On marcou o início de uma parceria entre o grupo brasileiro e a operadora ZAP, que assumiu a exclusividade na sua distribuição E aí desde então, a Globo mantinha parceria com a DStv, empresa da Multichoice África nos anos 2000 até 2015.
Antes de seu lançamento, a Globo Internacional promoveu uma gigantesca campanha de divulgação em Angola, naquela foi considerada a maior campanha de publicidade na história do pais". No dia 19 de junho, a Globo promoveu uma coletiva de imprensa e uma festa celebrando a parceria. No dia de estreia, foi transmitida ao vivo uma edição especial do Vídeo Show produzida nos dois países.